# Norio Imai
Norio Imai (jap. 今井紀夫, Imai Norio; * 25. November 1972) ist ein japanischer Badmintonspieler und -trainer.

## Karriere
Norio Imai wurde 1996, 2000 und 2001 japanischer Meister im Mixed. 2000 gewann er die Giraldilla International. Als Trainer war er unter anderem bei Olympia 2008 in Peking aktiv.

## Sportliche Erfolge
| Saison | Veranstaltung                | Disziplin | Platz | Name                          |
| ------ | ---------------------------- | --------- | ----- | ----------------------------- |
| 1996   | Japan: Einzelmeisterschaften | Mixed     | 1     | Norio Imai / Haruko Matsuda   |
| 1999   | Hongkong Open                | Mixed     | 5     | Norio Imai / Yumi Akashi      |
| 2000   | Giraldilla International     | Mixed     | 1     | Norio Imai / Chikako Nakayama |
| 2000   | Japan: Einzelmeisterschaften | Mixed     | 1     | Norio Imai / Chikako Nakayama |
| 2001   | Weltmeisterschaft            | Mixed     | 33    | Norio Imai / Chikako Nakayama |
| 2001   | Japan: Einzelmeisterschaften | Mixed     | 1     | Norio Imai / Chikako Nakayama |
| 2002   | Japan Open                   | Mixed     | 5     | Norio Imai / Chikako Nakayama |
| 2003   | Weltmeisterschaft            | Mixed     | 17    | Norio Imai / Chikako Nakayama |